# Corsia unguiculata
Corsia unguiculata är en enhjärtbladig växtart som beskrevs av Rudolf Schlechter. Corsia unguiculata ingår i släktet Corsia och familjen Corsiaceae.
Artens utbredningsområde är Papua Nya Guinea. Inga underarter finns listade.